# Telavivská rychlodráha

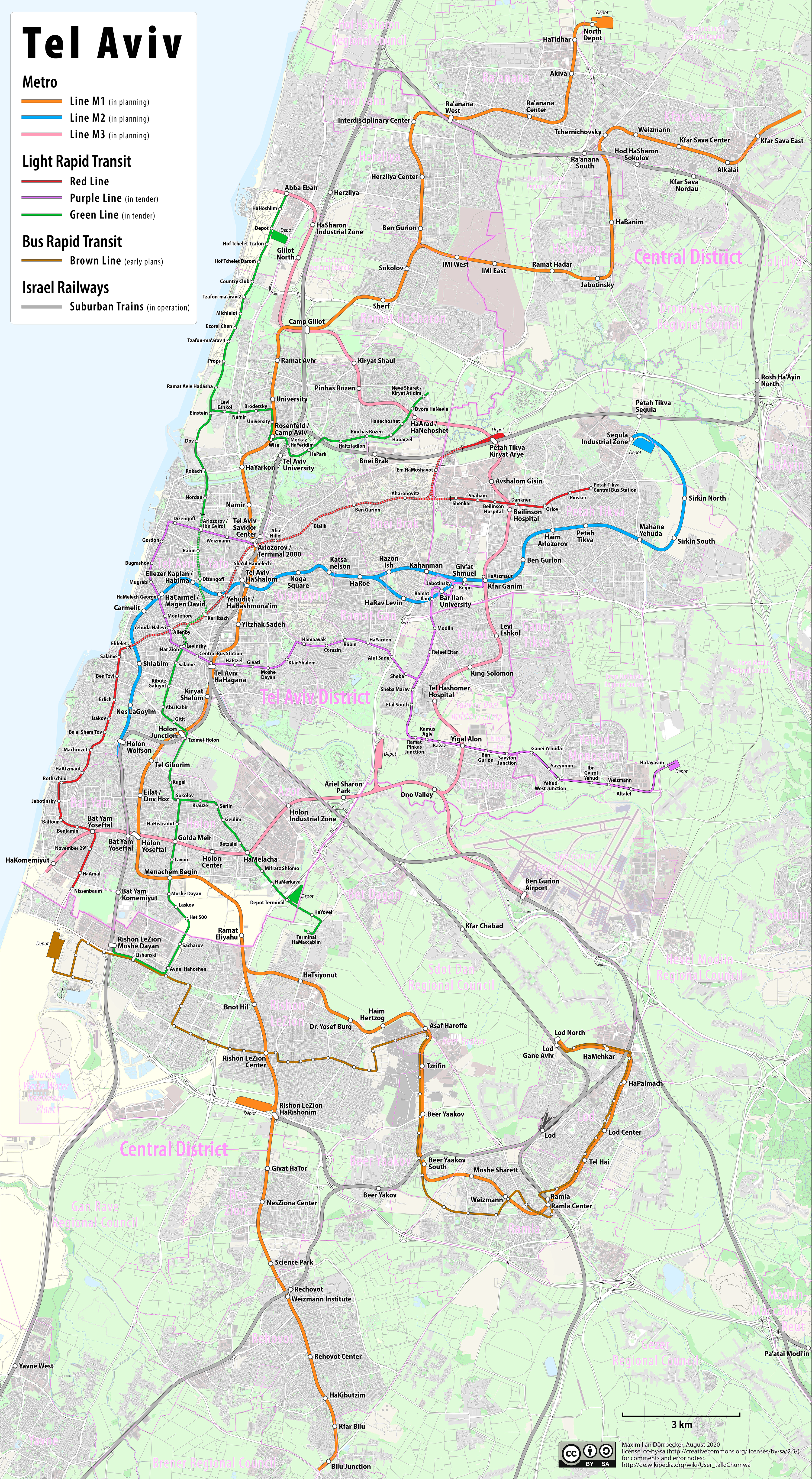

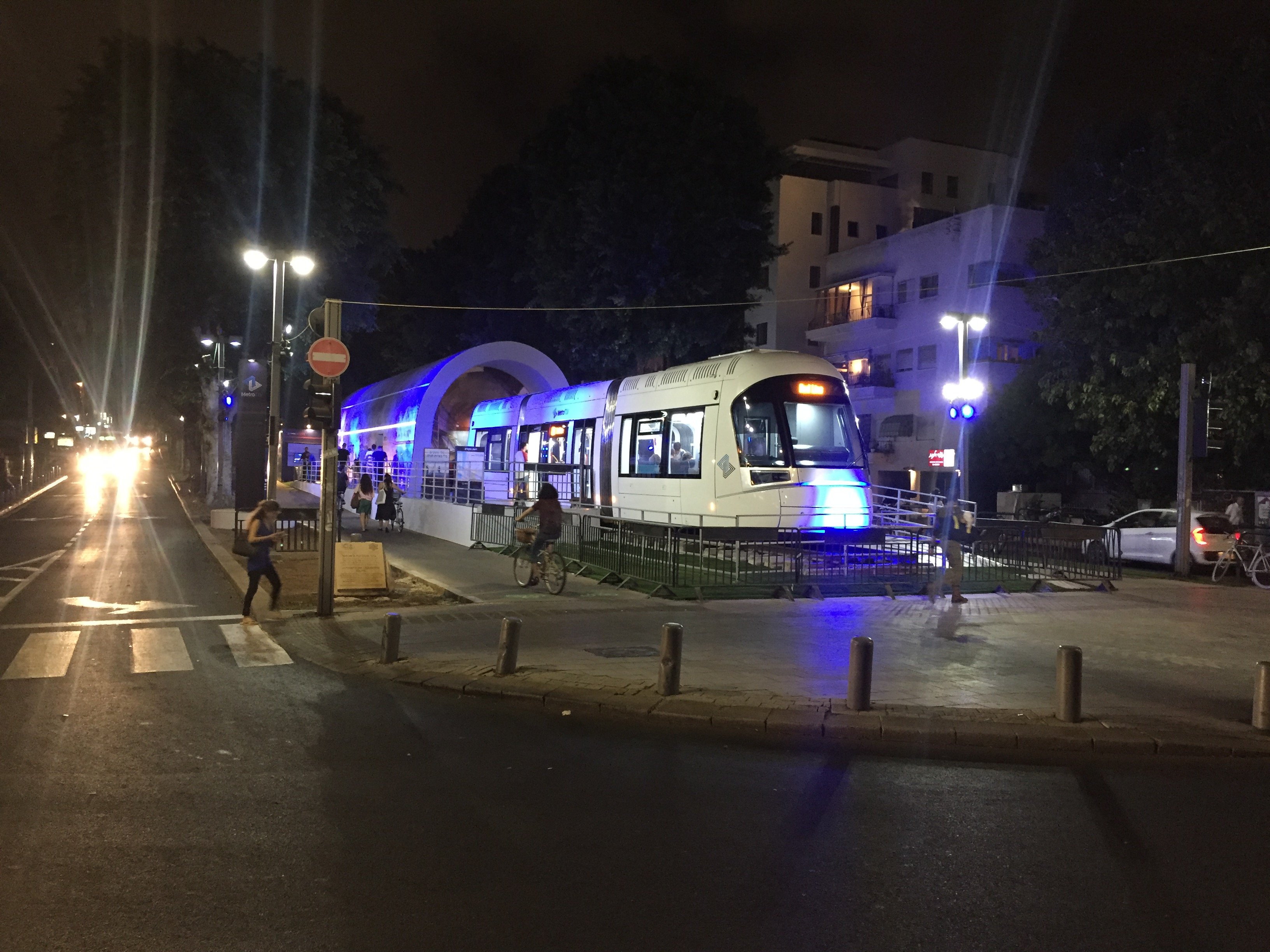
Model soupravy rychlodráhy vystavený roku 2017 na Rothschildově bulváru v Tel Avivu.

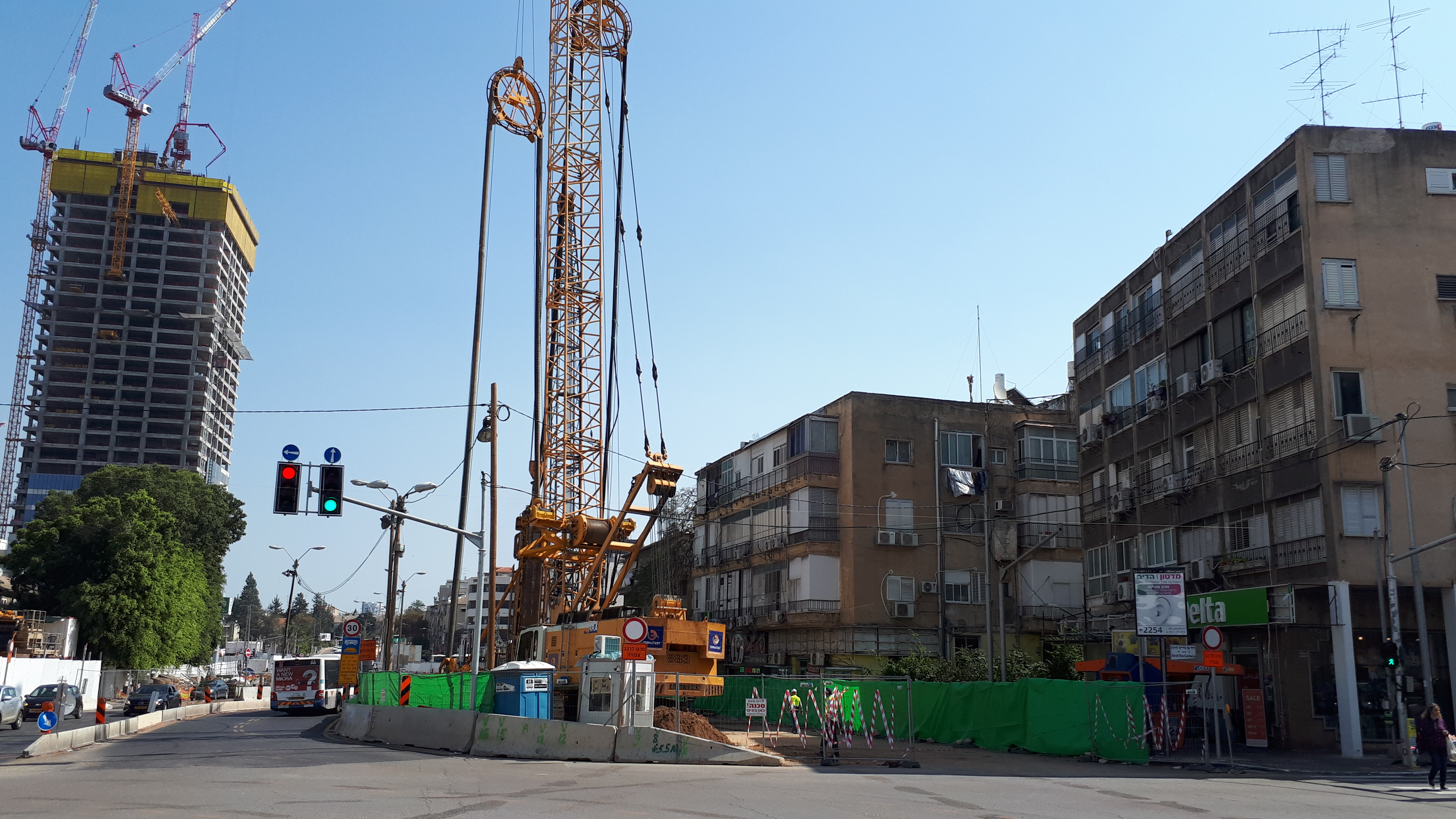
Výstavba stanice rychlodráhy ve městě Bnej Brak roku 2018.

Telavivská rychlodráha, dříve též někdy Telavivské metro (hebrejsky הרכבת הקלה בתל אביב‎, ha-rakevet ha-kala be-Tel Aviv, doslova lehký vlak v Tel Avivu, oficiálně též מערכת להסעת המונים במטרופולין תל אביב‎, Ma'arechet la-sa'at ha-monim be-metropolin Tel Aviv, doslova Systém hromadné dopravy v metropolitní oblasti Tel Avivu), je budovaný systém rychlodrážní přepravy (zčásti vedený v podzemí jako lehké metro) v aglomeraci Tel Avivu v Izraeli.

## Dějiny
Aglomerace Tel Avivu (Guš Dan) prodělala v 2. polovině 20. století mimořádný urbanistický a demografický rozmach. V roce 2016 žilo v širší metropolitní oblasti 3 850 000 obyvatel, v úžeji definovaném regionu aglomerace to bylo přes 2 500 000 obyvatel. Z hlediska městské hromadné dopravy ale celá metropolitní oblast Tel Avivu nebyla během 20. století koncepčně řešena. Dominantní roli ve veřejné místní i dálkové dopravě hrála autobusová doprava a prudce rostoucí individuální doprava automobilová. Neúnosnou situaci jen zčásti řešily významné infrastrukturní stavby jako tzv. Ajalonská dálnice (hlavní severojižní silniční průtah, vedený po východním okraji vlastního Tel Avivu) nebo Ajalonská železniční trať (trasovaná paralelně touto dálnicí), vytvářející hlavní železniční koridor celého státu Izrael. Od 90. let 20. století zároveň začalo rozsáhlé budování nových železničních tratí, často vedených do okolních aglomerovaných měst. Roku 1993 byl rovněž zprovozněn mohutný komplex Telavivského centrálního autobusového nádraží, jeden z nejrozsáhlejších na světě. V místních dopravních tocích ale pokračovala neúnosná situace. 
Od 60. let 20. století se objevovaly úvahy o nutnosti výstavby zcela nového páteřního dopravního systému, založeného na podzemní dráze. V roce 1965 byla dokonce v rámci nově dobudovaného mrakodrapu Migdal Šalom Me'ir v centru Tel Avivu postavena i stanice budoucího metra (ovšem nebyla nikdy uvedena do provozu). Z mnoha důvodů nebyly záměry na zbudování podzemní dráhy po desítky let realizovány. Teprve počátkem 21. století došlo k urychlení projekčních příprav a postupnému započetí stavebních prací. Koncept budoucího dopravního systému byl mezitím změněn na rychlodráhu, vedenou jen zčásti (hlavně v nejhustěji osídlených centrálních částech aglomerace) v podzemních tunelech.
Za přípravu a plánování výstavby sítě rychlodráhy zodpovídá od roku 2010 společnost Netivej tachbura ironim (נת"ע – נתיבי תחבורה עירוניים, anglicky NTA Metropolitan Mass Transit System), která byla založená izraelskou vládou roku 1997. V roce 2012 zadala první veřejné zakázky na samotnou výstavbu. V srpnu 2015 pak začaly stavební práce, nejprve na červené lince budoucího systému rychlodráhy. Kritici ovšem poukazovali na to, že stavba rychlodráhy se opožďuje oproti původním plánům a že projektanti nejsou vnímaví vůči obavám místních obyvatel z proměny některých podružných ulic na frekventované dopravní tepny.

## Plánované linky

### Červená linka
První budovaná trasa telavivské rychlodráhy má mít délku 24 kilometrů (z toho 11 km v tunelu) a 34 stanic (z toho 10 podzemních). Průměrná vzdálenost mezi nadzemními stanicemi je 500 metrů, u tunelového úseku je to 1000 metrů. V dopravní špičce mají být v centrálním podzemním úseku vypravovány soupravy v obou směrech každých 90 sekund. Trať vychází z města Petach Tikva, vede pak jihozápadním směrem přes Bnej Brak a Ramat Gan do Tel Avivu, přičemž pokračuje stále v jihozápadním směru. Z východu mine čtvrť Jaffa a jižním směrem pokračuje do cílové destinace ve městě Bat Jam. Úsek v Tel Avivu, Ramat Gan a Bnej Brak je veden v podzemí. Výhledově se umožňuje prodloužení linky jihovýchodním směrem do Rišon le-Cijon.
Zprovoznění červené linky rychlodráhy se podle údajů z léta roku 2018 očekávalo koncem roku 2021.

### Zelená linka
Zelená linka se plánuje v délce 39 kilometrů, s 62 stanicemi, z nichž 4 mají být podzemní. Tunelový úsek má měřit 4,5 km. Linka povede severojižním směrem. V severní sekci má jít o dvě větve z města Herzlija a technologické zóny Kirjat Atidim na severovýchodním okraji Tel Avivu. Tyto větve se mají spojit na severním předpolí řeky Jarkon a pak vstoupit do centrální části Tel Avivu, kterým projde podél třídy Ibn Gabriola a dál k jihu. Území Tel Avivu má opustit na jeho jihovýchodním okraji a pak obsluhovat město Cholon (opět dvěma koncovými větvemi).
V létě roku 2018 už probíhala výběrová řízení na výstavbu fialové a zelené linky rychlodráhy v hodnotě 30 miliard šekelů. Šlo o zakázky v modelu PPP.

### Fialová linka
Fialová linka má mít 29 kilometrů a 45 stanic. Povede od východního okraje aglomerace, kde bude mít dvě větve z měst Jehud a Giv'at Šmu'el. Ty se mají spojit a přes město Ramat Gan vést západním směrem do Tel Avivu. Zde má linka opsat velký oblouk podél Allenbyho ulice, ulice Ben Jehuda a Arlozorovy ulice a skončit na východním okraji města.

### Další trasy
V stádiu plánování je hnědá linka, která má vést jižní částí aglomerace, mezi městy Lod, Rišon le-Cijon a Bat Jam. Má mít délku 30 km a 40 stanic. Další linky jsou ve stádiu úvah.
Na Blízkém východě funguje už několik systému podzemní rychlodráhy. Prvním byla Haifa se systémem Karmelit otevřeným v roce 1959, metro v Káhiře bylo otevřené v roce 1987 a Dubaj otevřela své metro v roce 2009.